# 自由意志主义者对LGBT权利的看法
自由意志主义者对LGBT权利的看法阐述了自由意志主义个人和政党如何将自由意志主义哲学应用于女同性恋者、男同性恋者、双性恋者和跨性别者（LGBT）权利的主题。

## 各国

### 法国

#### 自由选择党
自由选择党说：“我们希望使婚姻成为一种私人事务，无论是否信教，只要是由两个同意结婚的成年人组成，不应考虑性别，除了去当地地方法官或是市政厅告知有关结合情况之外没有其他义务。这种形式的民事结合将象征性地替代民事互助契约（PACS）。当然，承认婚姻也未尝不可。

### 新西兰

#### 自由意志党
自由意志党在他们的平台上表示，该党“完全支持民事结合的观点，也将支持承认同性伴侣之间的婚姻，甚至是一夫多妻制婚姻或在任何情况下两个人之间已有的关系，只要所有当事方都是成年人并且都同意”。该党已于2014年2月停止存在。

### 俄罗斯

#### 自由意志党
俄罗斯自由意志党是2013年俄罗斯法律禁止在未成年人中宣传同性恋中最积极强烈的反对声音之一。自由意志党积极分子参加了在莫斯科市杜马举行的反对这项法律通过的示威活动。在2012年的一次罢工中，自由意志党宣布反对限制人们言论自由权利的恐同法律。

### 美国

#### 无政府资本主义
无政府资本主义者相信无国家社会和自愿社会，因此反对任何支持或反对LGBT权利的法律。LGBT权利问题将单独留给人们决定是否支持或反对LGBT权利。亚当·科奇什认为，同性恋者应该是无政府资本主义者。

#### 自由意志党
1972年，被广泛认为是同性恋的约翰·霍斯贝尔斯作为自由意志党的第一位总统候选人竞选总统。
1975年，拉尔夫·雷科协助在党内建立了自由意志主义同性恋权利核心小组，随后出版了《同性恋权利：一个自由意志主义者的方法》（Gay Rights: A Libertarian Approach）。
第二个以自由意志主义角度运作的LGBT权利组织是“自由意志主义者对男同性恋及女同性恋关注组织”（Libertarians for Gay and Lesbian Concerns）。该组织于1985年举行了第一次全国大会，试图向美国同性恋及双性恋者宣传自由意志主义。
1998年，“彻底自由意志主义者”（Outright Libertarians）成立。彻底自由意志主义者也隶属于自由意志主义党，采取了许多与80年代的同性恋自由意志主义者相同的立场。
2009年，自由意志党反对H.R. 1913，这是一项拟议的仇恨犯罪法案，该法案将在联邦仇恨犯罪法规中增加性取向、性别认同和身心障碍等类别。自由意志党反对拟议的仇恨犯罪法案的原因是：由于针对同一罪行制造不同类别的受害者，这将违反法律的平等正义。自由意志党还谴责立法委员试图争取LGBT社群支持的同时却仍然反对同性婚姻，废除“不问，不说”。